# چشمان تو
«چشمان تو» (اسپانیایی: Ojos Así‎) تک‌آهنگی از هنرمند اهل کلمبیا شکیرا است که در ۲۳ ژوئیه ۱۹۹۹ منتشر شد. این تک‌آهنگ در آلبوم دزدها کجایند؟ قرار داشت.
نسخهٔ انگلیسی این ترانه با نام "Eyes Like Yours" در آلبوم سرویس رختشویی قرار گرفت.